# Carex ohmuelleriana
Carex ohmuelleriana là một loài thực vật có hoa trong họ Cói. Loài này được O.Lang mô tả khoa học đầu tiên năm 1843.